# Zelotes trimaculatus
Zelotes trimaculatus är en spindelart som beskrevs av Cândido Firmino de Mello-Leitão 1930. Zelotes trimaculatus ingår i släktet Zelotes och familjen plattbuksspindlar. Inga underarter finns listade i Catalogue of Life.